# 高野光二郎
高野 光二郎（たかの こうじろう、1974年（昭和49年）9月30日 - ）は、日本の政治家。
参議院議員（2期）、高知県議会議員（2期）、農林水産大臣政務官（第4次安倍第1次改造内閣）を歴任。秘書に対する暴行問題の責任を取り、2023年（令和5年）6月22日に議員辞職した。

## 経歴
高知県高知市出身。高知中央高等学校卒業。1997年3月、東京農業大学農学部卒業。同年4月、河野洋平の秘書となる。
2003年、高知県議会議員選挙に高知市選挙区から立候補し初当選。2009年に辞職。
2010年、第22回参議院議員通常選挙に高知県選挙区（改選数1）から自民党公認で立候補。元自民党参議院議員で無所属で立候補した田村公平との間で票が割れ、次点で落選。
2013年、第23回参議院議員通常選挙の高知県選挙区に自民党公認で再び立候補し、初当選。なお高知県選挙区は同選挙を最後に徳島県選挙区と合区になるため同選挙区単独としては最後の当選者となった。
2015年7月24日、高知県と徳島県の参議院合同選挙区による徳島県・高知県選挙区を創設する公職選挙法改正案に反発し、参議院本会議採決前に退席し棄権した。
2018年、第4次安倍改造内閣で農林水産大臣政務官に就任。
2019年、第25回参議院議員通常選挙に徳島県・高知県選挙区から自民党公認で立候補。野党は日本共産党高知県委員会常任委員の松本顕治を野党統一候補として擁立。無所属で立候補した松本らを破り、再選。
2020年10月、自民党内閣第一部会長代理（行政改革等）、行政改革推進本部幹事に就任。
2023年6月16日、後述の不祥事により参議院議員を辞職する意向を表明し、第211回国会閉会翌日の6月22日に尾辻秀久参議院議長に議員辞職願を提出し、議長がこれを許可したことから同日付で議員辞職した。高野の辞職に伴う欠員補充のための参議院徳島県・高知県選挙区の補欠選挙は同年10月5日告示、同月22日投開票で実施されることとなった。
議員辞職後の同年8月24日、自由民主党に離党届を提出し同月29日の党規委員会で受理された。

## 政策・主張

### 憲法
- 憲法改正について、2013年の毎日新聞社のアンケート、2019年の朝日新聞社のアンケートで「賛成」と回答[11][12]。
- 9条改憲について、2013年の毎日新聞社のアンケートで「改正して、自衛隊を他国同様の『国防軍』にすべき」と回答[11]。

### 外交・安全保障
- 「集団的自衛権を行使できるよう、憲法解釈を見直すべきだ」との問題提起に対し、2013年の毎日新聞社のアンケートで「賛成」と回答[11]。
- 「他国からの攻撃が予想される場合には先制攻撃もためらうべきではない」との問題提起に対し、2019年のアンケートで「どちらともいえない」と回答[12]。
- 「北朝鮮に対しては対話よりも圧力を優先すべきだ」との問題提起に対し、2019年のアンケートで「どちらかといえば賛成」と回答[12]。
- 普天間基地の移設問題について、2013年の毎日新聞社のアンケートで「名護市辺野古に移設すべき」と回答[11]。
- 日本による過去の植民地支配と侵略を認めて謝罪した「村山談話」の見直し論議について、2013年の毎日新聞社のアンケートで回答しなかった[11]。
- 従軍慰安婦に対する旧日本軍の関与を認めた「河野談話」の見直し論議について、2013年の毎日新聞社のアンケートで回答しなかった[11]。

### その他
- 選択的夫婦別姓制度の導入について、2019年のアンケートで「どちらかといえば反対」と回答[12]。
- 同性婚を可能とする法改正について、2019年のアンケートで「反対」と回答[12]。
- 「治安を守るためにプライバシーや個人の権利が制約されるのは当然だ」との問題提起に対し、2019年のアンケートで「どちらかと言えば賛成」と回答[12]。
- アベノミクスについて、2019年のアンケートで「どちらかといえば評価する」と回答[12]。
- 消費税率を10％より高くすることについて、2019年のアンケートで「どちらかといえば賛成」と回答[12]。
- 首相や閣僚の靖国神社参拝について、2013年の毎日新聞社のアンケートで「問題ない」と回答[11]。
- 受動喫煙防止を目的に飲食店などの建物内を原則禁煙とする改正健康増進法について、「原則としては飲食店の広さに関係なく屋内禁煙とし、喫煙専用室内でのみ喫煙を可能とすべき」とした上で、「喫煙専用室等の整備をすることが困難な経営規模の小さな既存飲食店については必要な経過措置を設けるべき」としている[13]。

## 不祥事
- 高知新聞は、2010年、2013年の参議院選挙で高野が「うちわ型ビラ」を配布していたと報じた。うちわ型ビラは物品の寄付に当たるとして公職選挙法違反の疑いが濃厚である[14]。
- 2018年春、東京都港区赤坂で秘書らと会食した際、同席した初対面の男性に「髪が長い」と髪をわしづかみにし、側頭部付近を平手で叩いた。暴行後、被害男性が勤務する高知県内の会社の社長は再三にわたり、謝罪を求めたが、高野は応じなかった。その後、2019年7月にメールで会社社長に謝罪した。2023年6月17日配信の高知新聞の記事により、高野が被害男性に依然として謝罪していないことが明らかになった[15]。
- 2023年1月23日夜、高野の公設秘書は、高野の私設秘書と2人で高知市内の飲食店で飲食した後、私設秘書を車に乗せて近くの宿泊先に戻る途中、翌24日に飲酒運転で交通切符を交付された。25日、高野は記者会見し、公設秘書が辞表を提出したことを明かし、「再発防止を徹底したい」と述べた[16]。
- 2023年6月13日、高野が2022年末に高知市内の居酒屋で男性秘書に暴行し出血させ、当該秘書がその後退職したことがテレビ高知が報じた[17]。同月14日に高野は国会内で記者団の取材に応じ、「飲み会で気合を入れるつもりで胸の辺りをたたくつもりが、鼻に当たった」と語った。同時に「軽率な行動で彼の気持ちを害し、心からおわびを申し上げる」と陳謝した[18]。

一方、暴行を受けた秘書は同月15日にテレビ高知の取材に対し出血の応急処置を受けた後にも口元を殴られたと高野の発言を一部否定した。
その後、同月16日午後に地元で記者会見を開き、秘書暴行問題の責任を取り、参議院議員を辞職することを正式に表明した。同日、自由民主党高知県支部連合会は高野について「党員たる品位を汚す行為」に当たるとし、党本部に除名処分とするよう上申した。しかし、同年8月29日、党本部の党紀委員会は、高野自らが提出をした離党届を受理して、除名処分には至らなかった。
第211回国会閉会翌日の6月22日に高野は尾辻秀久参議院議員宛に議員辞職願を提出し、議長がこれを許可したことから正式に議員を辞職した。
秘書暴行事件に関しては捜査していた高知地方検察庁が同年11月30日付で高野を起訴猶予処分としたことを発表した。

## 所属団体・議員連盟
- 自民党たばこ議員連盟[23]
- 日本会議国会議員懇談会[24]
- 神道政治連盟国会議員懇談会[24]
- 日本の尊厳と国益を護る会[25]

## 支援団体
- 全国たばこ販売政治連盟（組織推薦候補者）[23]
- 神道政治連盟[26]

## 著書

### 寄稿
- 自民党国家戦略本部（編）『日本未来図2030』、日経BP社、2014年12月、ISBN 4822225194